# Wvdial
WvDial é um utilitário que ajuda a fazer conexões baseadas em modem dial-up para a Internet que está incluído em algumas distribuições Linux importantes. WvDial é um discador Point-to-Point Protocol, ele disca um modem e começa o arquivo pppd, a fim de se conectar à Internet.
Quando WvDial inicia, ele primeiro carrega sua configuração dos arquivos /etc/wvdial.conf e ~/.wvdialrc, que contêm as informações básicas sobre a porta do modem, a velocidade e o strings de inicialização, juntamente com informações sobre o seu ISP, tais como o número de telefone, seu nome de usuário e sua senha.